# Campionat d'Espanya de trial 1982
La temporada de 1982 del Campionat d'Espanya de trial fou la 15a edició d'aquest campionat, organitzat per la Reial Federació Motociclista Espanyola. El calendari oficial constava de 14 proves puntuables, celebrades entre el 17 de gener i el 7 de novembre. 6 de les proves programades es disputaren als Països Catalans: Trial de València (4 d'abril), Trial de Girona (25 d'abril), Trial d'Ibi (26 de setembre), Trial de Barcelona (3 d'octubre), Trial de Castelló de la Plana (17 d'octubre) i Trial de Barcelona (7 de novembre). La prova inaugural, el Trial de Reis, fou suspesa pocs dies abans de celebrar-se.

## Classificació final
| Posició | Pilot            | Motocicleta | Punts |
| ------- | ---------------- | ----------- | ----- |
| 1       | Toni Gorgot      | Montesa     | 195   |
| 2       | Jaume Subirà     | Fantic      | 91    |
| 3       | Lluís Gallach    | Montesa     | 87    |
| 4       | Albert Juvanteny | OSSA        | 72    |
| 5       | Gabino Renales   | Merlin      | 61    |
| 6       | Manuel Soler     | Montesa     | 60    |
| 7       | Pere Ollé        | Beta        | 59    |
| 8       | Josep Martorell  | Bultaco     | 51    |
| 9       | Joan Freixas     | Merlin      | 45    |
| 10      | Marcel·lí Corchs | Mecatecno   | 36    |

## Categories inferiors
Font:

### Trofeu Sènior
| Posició | Pilot           | Motocicleta | Punts |
| ------- | --------------- | ----------- | ----- |
| 1       | Julio Abellán   | OSSA        | 30    |
| 2       | Salvador Garcia | OSSA        | 24    |
| 3       | Antoni Ramonet  | OSSA        | 16    |

### Copa Júnior
| Posició | Pilot           | Motocicleta | Punts |
| ------- | --------------- | ----------- | ----- |
| 1       | Jordi Soler     | Merlin      | 30    |
| 2       | Josep Cortès    | Fantic      | 24    |
| 3       | Santiago Querol | Fantic      | 15    |